# Західне Полісся (біосферний заповідник)
Західне Полісся (2012) — міжнародний транскордонний біосферний резерват, що створюється на стику кордонів Білорусі, Польщі та України. На рівнинних територіях — це єдина у світі тристороння територія, що створюється за участю трьох країн. Входить у Світову мережу біосферних заповідників ЮНЕСКО.

## Площа
Загальна площа — 263 016 га.

## Історія
Для охорони рідкісних природних комплексів у районі Шацьких озер у 1983 році створено Шацький національний природний парк площею 32 500 га. У 2002 році був створений Шацький біосферний заповідник під егідою ЮНЕСКО площею 48 977 га. З польського боку на території Люблінського Полісся розташований відкритий у 1990 році Поліський національний парк площею 9760 гектар, який разом із прилеглою територією аж до східного польського кордону становить Західнополіський біосферний заповідник. У 2004 році на базі республіканського ландшафтного заказника було створено біосферний заповідник «Прибузьке Полісся», площа якого становить 48 024 га. У 2012 всі три біосферні заповідники об'єдналися, утворивши міжнародний транскордонний біосферний заповідник «Західне Полісся» загальною площею 263 016 га. На рівнинних територіях це єдина у світі тристороння (створювана за участю 3 країн) територія, що охороняється.

## Територіальний склад
| Назва                                  | Країна   | Загальна площа, га | Зображення | Координати                                                            |
| -------------------------------------- | -------- | ------------------ | ---------- | --------------------------------------------------------------------- |
| Прибузьке Полісся                      | Білорусь | 48 024             |            | 51°44′0″ пн. ш. 23°39′0″ сх. д. / 51.73333° пн. ш. 23.65000° сх. д.   |
| Західнополіський біосферний заповідник | Польща   | 9760               |            | 51°27′19″ пн. ш. 23°10′24″ сх. д. / 51.45528° пн. ш. 23.17333° сх. д. |
| Шацький національний природний парк    | Україна  | 48 977             |            | 51°32′0″ пн. ш. 23°55′0″ сх. д. / 51.53333° пн. ш. 23.91667° сх. д.   |